# Elezioni regionali in Sicilia del 1947
Le elezioni regionali in Sicilia per l'istituzione dell'Assemblea regionale siciliana si sono svolte il 20 aprile 1947. L'affluenza è stata del 79,8%. Il sistema elettorale prescelto per eleggere i 90 deputati regionali fu il proporzionale puro. Furono le prime di un'assise legislativa regionale in Italia.
Al termine delle consultazioni, fu eletto presidente dell'ARS Ettore Cipolla del Blocco liberal-qualunquista e come presidente della Regione Siciliana il democristiano Giuseppe Alessi, cui successe nel giugno 1949 il DC Franco Restivo, fino al termine della legislatura nel 1951.

## Risultati
| Partito                            | Partito                                          | Risultati | Risultati | Risultati | Seggi | Seggi |
| Partito                            | Partito                                          | Voti      | %         | ±         | Num   | ±     |
| ---------------------------------- | ------------------------------------------------ | --------- | --------- | --------- | ----- | ----- |
|                                    | Blocco del Popolo (PCI-PSI)                      | 591 870   | 30,38     | n.d.      | 29    | n.d.  |
|                                    | Democrazia Cristiana                             | 400 084   | 20,53     | n.d.      | 20    | n.d.  |
|                                    | Blocco Democratico Liberal Qualunquista (PLI-UQ) | 287 698   | 14,77     | n.d.      | 14    | n.d.  |
|                                    | Partito Nazionale Monarchico                     | 185 423   | 9,52      | n.d.      | 9     | n.d.  |
|                                    | Movimento per l'Indipendenza della Sicilia       | 171 470   | 8,80      | n.d.      | 8     | n.d.  |
|                                    | Partito Socialista dei Lavoratori Italiani       | 82 175    | 4,22      | n.d.      | 4     | n.d.  |
|                                    | Partito Repubblicano Italiano                    | 74 570    | 3,83      | n.d.      | 3     | n.d.  |
|                                    | Unione Democratica Nazionale                     | 40 149    | 2,06      | n.d.      | 2     | n.d.  |
|                                    | Fronte dell'Uomo Qualunque                       | 30 179    | 1,55      | n.d.      | 1     | n.d.  |
|                                    | Altre liste                                      | 84 842    | 4,35      | n.d.      | –     | n.d.  |
|                                    |                                                  |           |           |           |       |       |
| Iscritti                           | Iscritti                                         | 2 571 022 | 100,00    |           |       |       |
| ↳ Votanti (% su iscritti)          | ↳ Votanti (% su iscritti)                        | 2 052 067 | 79,82     | n.d.      |       |       |
| ↳ Voti validi (% su votanti)       | ↳ Voti validi (% su votanti)                     | 1 948 460 | 94,95     |           |       |       |
| ↳ Schede non valide (% su votanti) | ↳ Schede non valide (% su votanti)               | 103 607   | 5,05      |           |       |       |
| ↳ Astenuti (% su iscritti)         | ↳ Astenuti (% su iscritti)                       | 518 955   | 20,18     |           |       |       |

### Esito delle elezioni
L'Assemblea si riunì per la prima seduta il 25 maggio 1947. Il 30 maggio si insediò il governo monocolore democristiano di Giuseppe Alessi, che venne sciolto nel marzo 1948 per includere nel governo altre forze politiche di centrodestra, ma anche i partiti laici della sinistra: il Blocco Democratico Liberal Qualunquista, il Partito Nazionale Monarchico e, a sinistra, il Partito Socialista dei Lavoratori Italiani, il Partito Repubblicano e l'Unione Democratica. Nel gennaio del 1949 un altro cambio della maggioranza di governo (Partito Democratico Cristiano, Blocco Democratico Liberal Qualunquista, Movimento Indipendentista Siciliano, Partito Socialista dei Lavoratori Italiani, Partito Repubblicano Italiano) porta alla presidenza il democristiano Franco Restivo, che manterrà la carica fino alla fine della legislatura nel 1951.